# Philipp Köglsperger
Philipp Köglsperger (* 1673 in Sachsenkam; † 1730 in München) war ein Baumeister in München.

## Leben
Nach einigen Wanderjahren in Wien und Ungarn bewarb er sich 1704 um eine Hofmaurerpalierstelle in München. 1708 bemühte er sich um das Bürger- und Meisterrecht in München, wogegen die Zunft Einspruch erhob. 1711 erneut abgewiesen, wurde sie ihm 1713 erteilt. 1715 bekam er die Anerkennung als Meister. 1718, 1720/21 und 1723/24 wurde er Zunftmeister (Vierer) des Münchner Maurerhandwerks.
Köglsperger war mit einer Tochter des Philipp Zwerger verheiratet und beschäftigte sich hauptsächlich mit der Ausführung von Entwürfen anderer Baumeister. Sein Sohn Philipp Jakob Köglsperger (1707–??) war ebenfalls Baumeister.